# Castejón del Puente
Castelló Seboller (en castellà: Castejón del Puente i en aragonès Castillón d'o Puent) és un municipi aragonès situat la província d'Osca i enquadrat a la comarca del Somontano de Barbastre.
La temperatura mitjana anual és de 13,9° i la precipitació anual, 470 mm.
Va ser conquerida l'any 1099 per Pere I. Jaume I va concedir a l'Orde del Temple el castell i vila l'any 1220.